# Tribolodon brandtii
Tribolodon brandtii är en fiskart som först beskrevs av Benedykt Dybowski 1872.  Tribolodon brandtii ingår i släktet Tribolodon och familjen karpfiskar. Inga underarter finns listade i Catalogue of Life.